# Municipio de Marion (condado de Owen)
El municipio de Marion (en inglés: Marion Township) es un municipio ubicado en el condado de Owen en el estado estadounidense de Indiana. En el año 2010 tenía una población de 916 habitantes y una densidad poblacional de 9,84 personas por km².

## Geografía
El municipio de Marion se encuentra ubicado en las coordenadas 39°17′52″N 86°59′37″O / 39.29778, -86.99361. Según la Oficina del Censo de los Estados Unidos, el municipio tiene una superficie total de 93.09 km², de la cual 92,91 km² corresponden a tierra firme y (0,19 %) 0,18 km² es agua.

## Demografía
Según el censo de 2010, había 916 personas residiendo en el municipio de Marion. La densidad de población era de 9,84 hab./km². De los 916 habitantes, el municipio de Marion estaba compuesto por el 97,38 % blancos, el 0,11 % eran afroamericanos, el 1,2 % eran amerindios, el 0,11 % eran asiáticos, el 0,22 % eran de otras razas y el 0,98 % eran de una mezcla de razas. Del total de la población el 0,44 % eran hispanos o latinos de cualquier raza.